# Paneth (cráter)

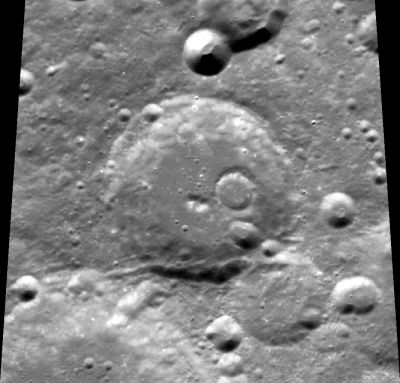
Fotografía de la misión Clementine

Paneth es un cráter de impacto perteneciente a la cara oculta de la Luna, justo más allá del terminador noroeste. Se encuentra justo al norte-noreste del cráter Smoluchowski, y al este-sureste de Boole, este último situado en la cara visible.
|  |

El brocal de Paneth no aparece excesivamente desgastado; su borde queda bien definido y marcado únicamente por pequeños cráteres en el noroeste y sureste. Esta formación se superpone parcialmente al cráter superficial Paneth K en el sureste. Solo una estrecha franja de terreno separa Paneth de Smoluchowski, cuya planta se caracteriza por la presencia de un cráter alargado y de una corta rima.
El suelo interior presenta una formación de pico central cerca del punto medio y un par de pequeños cráteres en el borde oriental. Su superficie es relativamente plana, marcada únicamente por cratercillos minúsculos.

## Cráteres satélite
Por convención estos elementos son identificados en los mapas lunares poniendo la letra en el lado del punto medio del cráter que está más cerca de Paneth.
|        | \| Paneth \| Coordenadas \| Diámetro \| \| ------ \| ------------------------------- \| -------- \| \| A \| 65°18′N 94°06′O / 65.3, -94.1 \| 47 km \| \| K \| 61°42′N 92°54′O / 61.7, -92.9 \| 31 km \| \| W \| 65°00′N 101°12′O / 65.0, -101.2 \| 28 km \| |          |
| Paneth | Coordenadas | Diámetro |
| A      | 65°18′N 94°06′O / 65.3, -94.1 | 47 km    |
| K      | 61°42′N 92°54′O / 61.7, -92.9 | 31 km    |
| W      | 65°00′N 101°12′O / 65.0, -101.2 | 28 km    |